# Романов, Николай Николаевич (государственный деятель)
Николай Николаевич Романов (27 июня 1913, Тверская губерния — 27 сентября 1993, Москва) — советский государственный, профсоюзный, комсомольский и спортивный деятель.

## Биография
Родился в 1913 году в с. Каменском Тверской губернии. Член ВКП(б) с 1937 года.
С 1931 года — на хозяйственной, общественной и комсомольской работе. В 1931—1975 годах — инструктор школы фабрично-заводского ученичества, секретарь районного, затем Ленинградского областного комитета ВЛКСМ. 31 августа 1939 по 21 ноября 1947 — секретарь ЦК ВЛКСМ.
С 1945 года — председатель, заместитель председателя Всесоюзного комитета по делам физической культуры и спорта при СНК СССР, начальник Главного управления по физической культуре и спорту Министерства здравоохранения СССР, заместитель министра здравоохранения СССР, председатель Комитета по физической культуре и спорту при Совете Министров СССР, председатель Организационного бюро, Центрального Совета Союза спортивных обществ и организаций СССР, секретарь ВЦСПС.
На период руководства Романовым Комитетом по делам физической культуры и спорта пришлось начало участия спортсменов из СССР в олимпийских играх. Руководитель советской делегации на олимпийских играх 1952 и 1956 годов. Единственный обладатель Олимпийского почётного диплома (высшей награды Международного олимпийского комитета в 1905—1974 годах) от России и СССР. Автор книг «Трудные дороги к Олимпу» и «Восхождение на Олимп».
Избирался депутатом Верховного Совета СССР 7-го и 8-го созывов. Умер в 1993 году в Москве.

## Награды
- Орден Ленина (27.04.1957) — за успехи, достигнутые в деле развития массового физкультурного движения в стране, повышения мастерства советских спортсменов, и успешное выступление на международных соревнованиях
- Орден Трудового Красного Знамени (16.08.1963) — за заслуги перед Советским государством и в связи с пятидесятилетием со дня рождения
- Отличник физической культуры (1962)[4]